# イーゴリ・サマリン
イーゴリ・アナトリエヴィチ・サマリン（ロシア語: Игорь Анатольевич Самарин、1960年 - ）は、ロシア・サハリン州の歴史学者。サハリン州戦勝記念館科学部長。

## 論文
- ムカイダイス訳 井澗裕監訳「南サハリンにおける天皇制イデオロギーの物質的遺構 : 旧樺太における奉安殿の遺構を中心に」『歴史民俗資料学研究』9号、神奈川大学大学院歴史民俗資料学研究科、pp.73-96、2004年3月
- ムカイダイス訳 前田孝和・山田一孝監訳「南サハリンにおける神社」『歴史民俗資料学研究』11号、神奈川大学大学院歴史民俗資料学研究科、pp.179-230、2006年3月
- 「1945年8月のサハリンとクリール諸島上陸作戦に参加した軍艦と補助船舶の注釈付きリスト」（ロシア語）『サハリン郷土州博物館紀要No．3』、2011年3月[1][2]
- “09 サハリンにおける「カラフト」期の日本文化・歴史遺産を保存し利用するという視点からの神社遺構の現況について”. 年報『非文字資料研究』第11号.   神奈川大学日本常民文化研究所 非文字資料研究センター (2015年3月20日). 2017年12月31日閲覧。